# Zapasy na Letnich Igrzyskach Olimpijskich 1976 – kategoria do 82 kg w stylu wolnym
Zmagania mężczyzn w wadze 82 kg to jedna z dziesięciu męskich konkurencji w zapasach w stylu wolnym rozgrywanych podczas Letnich Igrzysk Olimpijskich 1976. Pojedynki w tej kategorii wagowej odbyły się w dniach 27 – 31 lipca.

## Klasyfikacja[2]
| Pozycja | Nazwisko                | Kraj              |
| ------- | ----------------------- | ----------------- |
| 1       | John Peterson           | Stany Zjednoczone |
| 2       | Wiktor Nowożyłow        | ZSRR              |
| 3       | Adolf Seger             | RFN               |
| 4       | Mehmet Uzun             | Turcja            |
| 5       | Ismaił Abiłow           | Bułgaria          |
| 6       | Henryk Mazur            | Polska            |
| 7       | István Kovács           | Węgry             |
| 8       | Masaru Motegi           | Japonia           |
| 9       | Vasile Iorga            | Rumunia           |
| 10      | Richard Deschatelets    | Kanada            |
| 11      | Czimedijn Goczoosüren   | Mongolia          |
| .       | Ibrahim Diop            | Senegal           |
| 13      | Mohammad Hosejn Mohebbi | Iran              |
| 14      | André Bouchoule         | Francja           |
| .       | Tony Shacklady          | Wielka Brytania   |
| .       | Imad Faddoul            | Liban             |
| .       | David Aspin             | Nowa Zelandia     |
| .       | Manuel Villapol         | Portoryko         |

## Zasady
Przyjęto zasadę punktów karnych, gdzie zdobycie sześciu punktów lub więcej eliminowało zawodnika z turnieju. Kolejność miejsc medalowych ustalona została w specjalnej rundzie finałowej, z udziałem trzech zawodników z najmniejszą liczbą takich punktów.
- TF — Łopatki
- DQ — Dyskwalifikacja za pasywność
- TPP — Punkty karne razem
- MPP — Punkty karne pojedynku

## Punktacja
- 0 — Wygrana na łopatki, przewagę techinczną, pasywność, kontuzję
- 0.5 — Wygrana na punkty  (8-11 punktów różnicy)
- 1 — Wygrana na punkty  (1-7 punktów różnicy)
- 2 — Dyskwalifikacja za pasywność, zwycięzca również był pasywny
- 3 — Przegrana na punkty (1-7 punktów różnicy)
- 3.5 — Przegrana na punkty (8-11 punktów różnicy)
- 4 — Przegrana na łopatki, przewagę techiczną, pasywność, kontuzję

## Wyniki[3]

### Pierwsza runda
| TPP | MPP |                      | Wynik\|Czas |                         | MPP | TPP |
| --- | --- | -------------------- | ----------- | ----------------------- | --- | --- |
| 4   | 4   | Masaru Motegi        | TF / 1:03   | Ismaił Abiłow           | 0   | 0   |
| 4   | 4   | David Aspin          | TF / 1:18   | Czimedijn Goczoosüren   | 0   | 0   |
| 0   | 0   | Wiktor Nowożyłow     | DQ / 8:42   | Vasile Iorga            | 4   | 4   |
| 0   | 0   | Richard Deschatelets | DQ / 5:54   | Imad Faddoul            | 4   | 4   |
| 0   | 0   | John Peterson        | TF / 1:18   | Tony Shacklady          | 4   | 4   |
| 4   | 4   | André Bouchoule      | 5 - 18      | Adolf Seger             | 0   | 0   |
| 0   | 0   | István Kovács        | DQ / 7:39   | Mohammad Hosejn Mohebbi | 4   | 4   |
| 4   | 4   | Manuel Villapol      | DQ / 7:43   | Ibrahim Diop            | 0   | 0   |
| 1   | 1   | Henryk Mazur         | 9 - 4       | Mehmet Uzun             | 3   | 3   |

### Druga runda
| TPP | MPP |                         | Wynik\|Czas |                       | MPP | TPP |
| --- | --- | ----------------------- | ----------- | --------------------- | --- | --- |
| 4   | 0   | Masaru Motegi           | TF / 0:41   | David Aspin           | 4   | 8   |
| 0   | 0   | Ismaił Abiłow           | TF / 5:01   | Czimedijn Goczoosüren | 4   | 4   |
| 0   | 0   | Wiktor Nowożyłow        | TF / 0:42   | Richard Deschatelets  | 4   | 4   |
| 4   | 0   | Vasile Iorga            | DQ / 7:37   | Imad Faddoul          | 4   | 8   |
| 0   | 0   | John Peterson           | DQ / 8:43   | André Bouchoule       | 4   | 8   |
| 8   | 4   | Tony Shacklady          | TF / 2:32   | Adolf Seger           | 0   | 0   |
| 0   | 0   | István Kovács           | TF / 2:06   | Manuel Villapol       | 4   | 8   |
| 7   | 3   | Mohammad Hosejn Mohebbi | 10 - 13     | Henryk Mazur          | 1   | 2   |
| 4   | 4   | Ibrahim Diop            | DQ / 5:26   | Mehmet Uzun           | 0   | 3   |

### Trzecia runda
| TPP | MPP |               | Wynik\|Czas |                       | MPP | TPP |
| --- | --- | ------------- | ----------- | --------------------- | --- | --- |
| 4   | 0   | Masaru Motegi | DQ / 7:00   | Czimedijn Goczoosüren | 4   | 8   |
| 3.5 | 3.5 | Ismaił Abiłow | 2 - 11      | Wiktor Nowożyłow      | 0.5 | 0.5 |
| 5   | 1   | Vasile Iorga  | 8 - 6       | Richard Deschatelets  | 3   | 7   |
| 0.5 | 0.5 | John Peterson | 14 - 4      | Adolf Seger           | 3.5 | 3.5 |
| 3   | 3   | István Kovács | 7 - 8       | Mehmet Uzun           | 1   | 4   |
| 8   | 4   | Ibrahim Diop  | TF / 5:21   | Henryk Mazur          | 0   | 2   |

### Czwarta runda
| TPP | MPP |               | Wynik\|Czas |                  | MPP | TPP |
| --- | --- | ------------- | ----------- | ---------------- | --- | --- |
| 8   | 4   | Masaru Motegi | TF / 1:34   | Wiktor Nowożyłow | 0   | 0.5 |
| 3.5 | 0   | Ismaił Abiłow | TF / 3:48   | Vasile Iorga     | 4   | 9   |
| 1.5 | 1   | John Peterson | 10 - 3      | István Kovács    | 3   | 6   |
| 3.5 | 0   | Adolf Seger   | 26 - 6      | Henryk Mazur     | 4   | 6   |
| 4   |     | Mehmet Uzun   |             | Bez walki        |     |     |

### Piąta runda
| TPP | MPP |                  | Wynik\|Czas |               | MPP | TPP |
| --- | --- | ---------------- | ----------- | ------------- | --- | --- |
| 4   | 0   | Mehmet Uzun      | DQ / 7:30   | Ismaił Abiłow | 4   | 7.5 |
| 4.5 | 4   | Wiktor Nowożyłow | 4 - 20      | John Peterson | 0   | 1.5 |
| 3.5 |     | Adolf Seger      |             | Bez walki     |     |     |

### Szósta Runda
| TPP | MPP |             | Wynik\|Czas |                  | MPP | TPP |
| --- | --- | ----------- | ----------- | ---------------- | --- | --- |
| 6.5 | 3   | Adolf Seger | 9 - 13      | Wiktor Nowożyłow | 1   | 5.5 |
| 7.5 | 3.5 | Mehmet Uzun | 5 - 13      | John Peterson    | 0.5 | 2   |

### Runda finałowa
Zaliczone pojedynki z wcześniejszych rund
| TPP | MPP |                  | Wynik\|Czas |                  | MPP | TPP |
| --- | --- | ---------------- | ----------- | ---------------- | --- | --- |
|     | 0.5 | John Peterson    | 14 - 4      | Adolf Seger      | 3.5 |     |
|     | 4   | Wiktor Nowożyłow | 4 - 20      | John Peterson    | 0   | 0.5 |
| 6.5 | 3   | Adolf Seger      | 9 - 13      | Wiktor Nowożyłow | 1   | 5   |